# Адаптивный подход
Адапти ́вный подход — один из неофрейдистских теоретических взглядов на функционирование и принципы работы психики человека. Данный подход, наряду с генетическим, был сформулирован английским психоаналитиком Эдвардом Гловером в начале 1940-х годов в дополнение к оригинальным разработкам Зигмунда Фрейда в области метапсихологии.
Адаптивный подход постулирует влияние на психику человека различных психосоциальных факторов. Согласно данному подходу, любые принимаемые человеком решения, даже невротические (как к примеру, претензия), основываются на опыте взаимодействия индивидуума с окружающей средой. В общих чертах адаптивная точка зрения учитывает, что человек никогда не прекращает процесса адаптации к окружающей среде (приспособление выводится в качестве неотъемлемой части существования в принципе) — соответственно, принимается во внимание тот факт, что индивидуумы меняются под влиянием физического и социального окружения.